# Astroscopus countermani
Astroscopus countermani — вимерлий вид риб родини зіркоглядових (Uranoscopidae). Описаний у 2011 році з решток черепа, що знайдені у Державному парку Калверт Кліффс у штаті Меріленд (США). Скам'янілості датуються тортонським ярусом (11,6-7,2 млн років). A. countermani дуже схожий на своїх сучасних родичів.